# Erika Salumäe
Erika Salumäe (ur. 11 czerwca 1962 w Parnawie) – w latach 80. XX wieku reprezentantka ZSRR, a w latach 90. – Estonii w kolarstwie torowym. Dwukrotna mistrzyni olimpijska, trzykrotna mistrzyni i dwukrotna wicemistrzyni świata. 15 razy ustanawiała rekordy świata na 200 i 1000 m. 9 razy została wybrana sportsmenką roku w Estonii.

## Osiągnięcia

### Igrzyska olimpijskie
| Miejsce | Rok  | Miejscowość | Konkurencja | Zwyciężczyni      |
| ------- | ---- | ----------- | ----------- | ----------------- |
| 1.      | 1988 | Seul        | Sprint      | –                 |
| 1.      | 1992 | Barcelona   | Sprint      | –                 |
| 6.      | 1996 | Atlanta     | Sprint      | Félicia Ballanger |

### Mistrzostwa świata
| Miejsce | Rok  | Miejscowość      | Konkurencja | Zwyciężczyni         |
| ------- | ---- | ---------------- | ----------- | -------------------- |
| 2.      | 1984 | Barcelona        | Sprint      | Connie Paraskevin    |
| 2.      | 1986 | Colorado Springs | Sprint      | Christa Rothenburger |
| 1.      | 1987 | Wiedeń           | Sprint      | –                    |
| 1.      | 1989 | Lyon             | Sprint      | –                    |
| 3.      | 1995 | Bogota           | Sprint      | Félicia Ballanger    |

### Mistrzostwa ZSRR
- Mistrzostwo – 1985, 1987, 1988

## Odznaczenia
- Order Estońskiego Czerwonego Krzyża I Klasy – 2001[2]